# Église Saint-Cloud de Flins-sur-Seine
L'église Saint-Cloud est une église catholique paroissiale située à Flins-sur-Seine, dans les Yvelines, en France. Elle appartient au groupement paroissial Aubergenville - Notre-Dame de la Route.

## Localisation

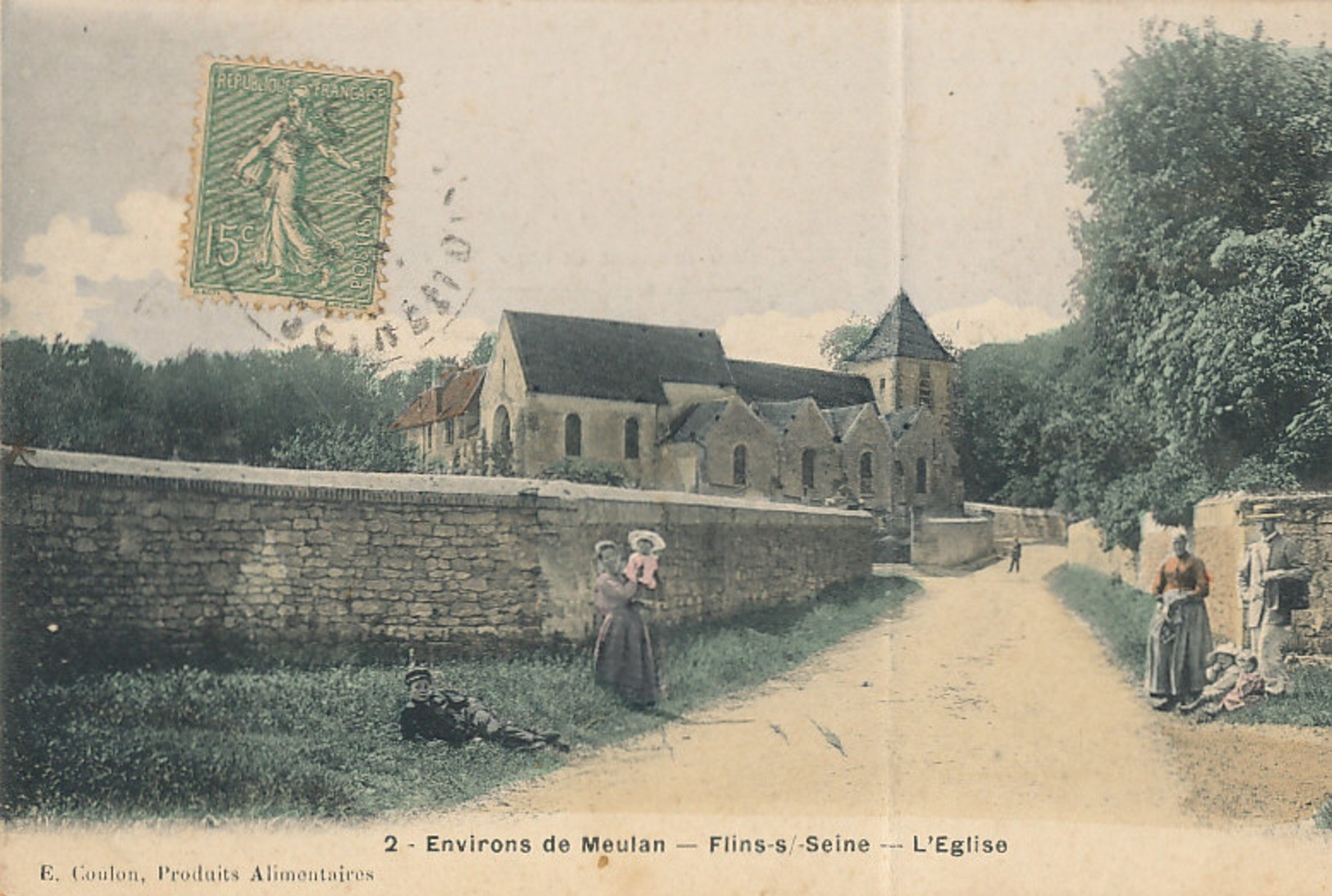
Le cimetière et l'église.

Située rue Maurice-Bertaux, au fond d’un parc, elle est éloignée du centre du village - particularité, lorsque traditionnellement, les bourgs se développent autour d'un lieu de culte.
Le cimetière qui l'entoure, d'existence immémoriale mais étendu au fil des siècles, est aujourd'hui le lieu de sépulture communal.

## Histoire

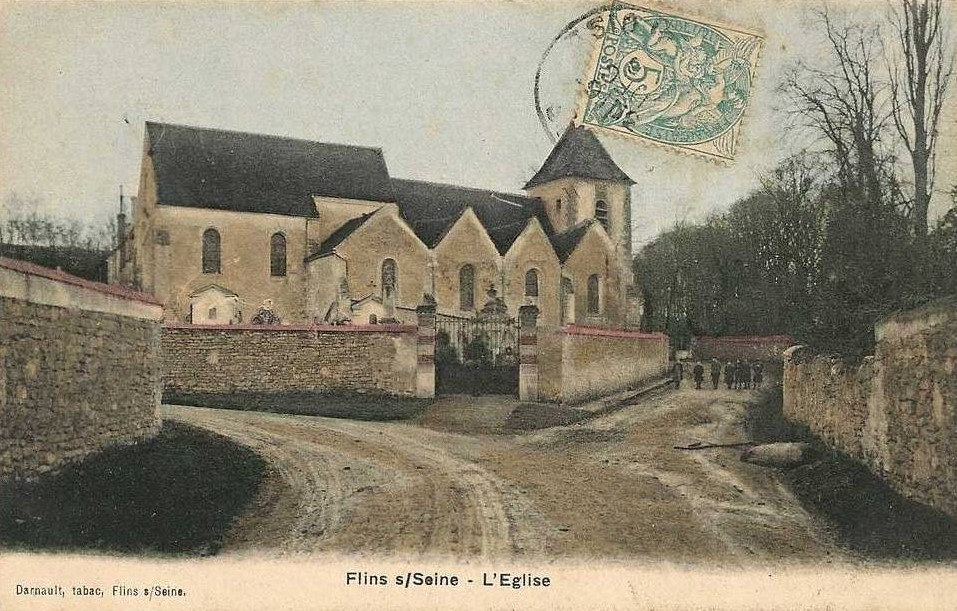
Flins-sur-Seine - Église.

L'origine de cette église pourrait être une chapelle construite vers 945. Une légende affirme qu'elle fut bâtie au pied d'une source miraculeuse guérissant du Mal des Ardents. On peut toujours la voir jaillir, devant l’ancien presbytère.
Comme en témoignent les coquilles des Jacquets tracés sur certains piliers, l'église devint au XIe siècle un relais du pèlerinage de Saint-Jacques-de-Compostelle.
Les derniers travaux remontent aux années 1980.

## Description

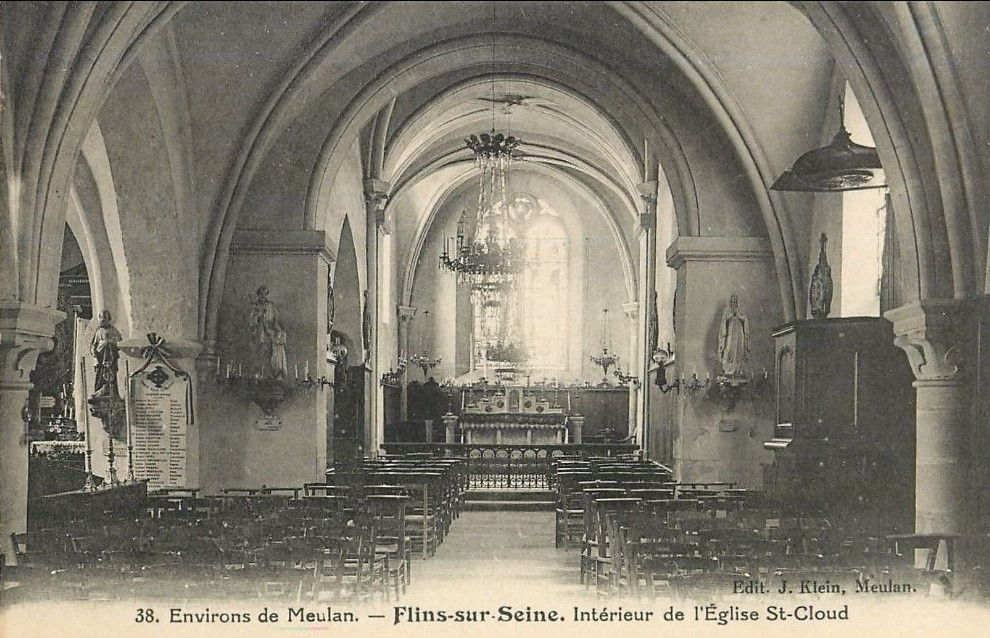
L'intérieur de l'église.

Elle est bâtie selon un plan longitudinal, orienté au nord-est. L’entrée se fait par le clocher qui sert de porche. Ce clocher fut reconstruit en 1767 à la place du premier qui, placé à droite du transept, dut être démoli pour cause de vétusté.
Quatre chapelles latérales sont placées du côté nord, dont trois sur la nef et une sur le choeur.
Les quatre piliers centraux datent probablement du Xe siècle.

## Mobilier

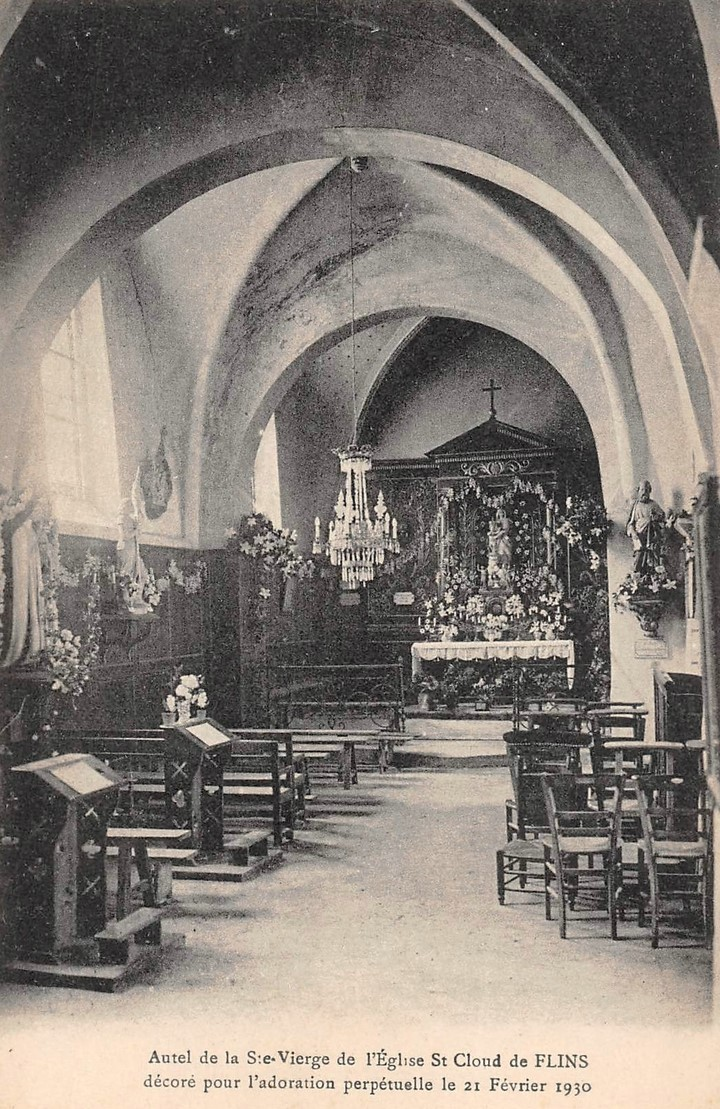
Adoration perpétuelle à l'autel de la Sainte-Vierge, le 21 février 1930.

La plupart des vitraux datent du XIXe siècle. Certains représentent saint Cloud et sainte Anne, mère de Marie.
Dans le chœur qui daterait de la fin du XIVe siècle, se trouve un autre vitrail installé à la fin du XVIIIe siècle portant les armoiries de la famille Denyau, propriétaires du château.
La chapelle dédiée à Marie eut au XIXe siècle - ère mariale dans toute la France - sa voûte peinte en bleu, couleur traditionnellement attribuée à la Vierge.